# Арзамасцев, Фёдор Данилович
Фёдор Данилович Арзамасцев (1860—1908) — предприниматель, купец, выходец из крестьянского сословия, основал вместе со своим братом Иваном Арзамасцевым Торговый дом «Бр. Ф. и И. Арзамасцевы», средний годовой оборот которого достигал 2 750 000 рублей.

## Биография
Федор Арзамасцев родился в 1860 году. Вместе с братом Иваном занимался скупкой зернового хлеба на территории села Рудня Саратовской губернии, хотя официально главой фирмы выступал их дед, Данила Савельевич Арзамасцев. В 1888 году после смерти Данилы Савельевича, Федор Арзамасцев стал официально управлять фирмой. С этого момента дела предприятия стали развиваться быстрее.
В 1886 году Федор Арзамасцев пожертвовал 100 рублей на Церковь Успения Богородицы в селе Рудня Саратовской губернии.
В 1888 году у предпринимателя родился сын Евгений, в 1890 году — сын Данила. Они получили среднее образование и впоследствии принимали участие в управлении делами отца.
В 1892 году хлебная скупка достигла полутора миллионов в год. В этом же году Федор Арзамасцев купил участок земли в 2 850 десятин, который находился при селе Журавка Краишевской волости Аткарского уезда Саратовской губернии. В 1897 году он стал собственником конского завода, который до этого принадлежал дворянину Байшеву.
Федор Данилович Арзамасцев вместе со своим братом Иваном Даниловичем Арзамасцевым в 1902 году основали Торговый дом «Бр. Ф. и И. Арзамасцевы». В 1904 году он купил паровую вальцевую мельницу в Балашове Саратовской губернии.
В 1905 году информация про торговый дом «Бр. Ф. и И. Арзамасцевы» была включена во второй том «Указателя дѣйствующих в Империи акционерных предприятий и торговых домов: Составлен по данным, извлеченным из материала Отдѣла торговли, Особенной кантеселярии по кредитной части и Департамента желѣзнодорожных дѣл Министерства финансов».
Федор Арзамасцев умер в 1908 году в Париже. Его похоронили в Рудне.
После его смерти, делами торгового дома и других фирм продолжил заниматься его брат Иван Арзамасцев вместе с Евгением и Данилой Арзамасцевыми. Средний годовой оборот Торгового дома составлял 2 750 000 рублей, а мельница ежегодно перерабатывала 1 700 000 пудов зерна. Муку продавали в Москву, Смоленск, Петроград, Калугу, Тулу. На мельнице было задействовано 42 служащих и 138 рабочих.
Торговый дом «Бр. Ф. и И. Арзамасцевы» считался наиболее крупным и успешным предприятием, владельцы и основатели которого были выходцами из крестьян.